# 克爾瓦科塔山 (玻利維亞)
14°57′10″S 68°58′1″W / 14.95278°S 68.96694°W
克爾瓦科塔山（Qillwa Quta），是玻利維亞的山峰，位於該國西部拉巴斯省包蒂斯塔·萨韦德拉县，屬於安第斯山脈中阿波洛班巴山脈的一部分，海拔高度4,900米。